# Нижньоманайське сільське поселення
Нижньомана́йське сільське поселення (рос. Нижнеманайское сельское поселение) — муніципальне утворення у складі Упоровського району Тюменської області, Росія.
Адміністративний центр — село Нижньоманай.

## Населення
Населення — 611 осіб (2020; 647 у 2018, 766 у 2010, 857 у 2002).

## Склад
До складу поселення входять такі населені пункти:
| Населений пункт      | Населення, осіб (2002) | Населення, осіб (2010) |
| -------------------- | ---------------------- | ---------------------- |
| Верхньоманай, село   | 116                    | 101                    |
| Нижньоманай, село    | 93                     | 92                     |
| Ніходська, присілок  | 223                    | 215                    |
| Сосновка, присілок   | 95                     | 83                     |
| Топольовка, присілок | 330                    | 275                    |